# ژو یانگ (بازیکن فوتبال)
ژو یانگ (انگلیسی: Zhou Yang؛ زادهٔ ۲ ژانویهٔ ۱۹۷۱) بازیکن فوتبال اهل چین است.
وی همچنین در تیم ملی فوتبال زنان چین بازی کرده‌است.